# Marshall D. Teach
Marshall D. Teach (マーシャル・D・ティーチ?, Māsharu Dī Tīchi), noto anche come Barbanera (黒ひげ?, Kurohige), è uno degli antagonisti principali del manga One Piece, scritto e disegnato da Eiichirō Oda, e delle sue opere derivate.
È il capitano della ciurma di Barbanera nonché un ex sottoposto di Barbabianca. Dopo aver sconfitto e consegnato Portuguese D. Ace alla Marina, viene accettato nella Flotta dei Sette in sostituzione del decaduto Crocodile; sfrutta quindi tale posizione per introdursi nella prigione di Impel Down e reclutare alcuni dei prigionieri più pericolosi della storia per poi dimettersi. Con la sua nuova ciurma interviene nella battaglia di Marineford e, dopo aver ucciso Barbabianca, ne ruba il potere e ne prende poi il posto come membro dei Quattro Imperatori.

## Concezione e sviluppo
Il suo nome deriva da quello del famoso pirata britannico Edward Teach, meglio noto appunto come Barbanera, che l'autore ha descritto come il suo pirata preferito. La prima cosa che Oda ideò per Teach fu la risata e il suo aspetto iniziale era leggermente differente: la barba era più lunga e intrecciata in tre codini, similmente al vero Teach (tale caratteristica è stata recuperata dopo il salto temporale), e presentava una benda sull'occhio. Il frutto Dark Dark doveva essere inizialmente in grado di assorbire e annullare danni e attacchi avversari, rendendolo pressoché imbattibile, e anche il nome era differente: originariamente infatti doveva chiamarsi "Everything D. Teach" (エブリシング・D・ティーチ?, Eburishingu Dī Tīchi) e tale nome avrebbe dovuto indicare l'avidità del personaggio (everything, in inglese, significa "tutto").

## Biografia del personaggio
Teach nacque sull'isola di Shade, nella Rotta Maggiore, figlio di Rocks D. Xebec, rimase orfano dopo la morte di quest'ultimo a God Valley. Da sempre intenzionato a diventare Re dei pirati, leggendo un'enciclopedia dei Frutti del diavolo scoprì l'esistenza del frutto Yami Yami, ritenuto il più potente in assoluto, e decise di trovarlo a qualunque costo: per questo si unì alla seconda divisione della ciurma di Barbabianca all'età di dodici anni e vi rimase per oltre vent'anni; in questi anni, durante uno scontro, riuscì a ferire Shanks all'occhio sinistro. Quando Satch, comandante della quarta divisione, trovò per caso il frutto, Teach lo uccise per rubarglielo e fuggì; dopo aver creato una sua ciurma, invase il regno di Drum mettendo in fuga re Wapol. Giunto a Jaya incontra Monkey D. Rufy e, scoperta la sua taglia, prova a catturarlo per ottenere un posto nella Flotta dei Sette ma l'inseguimento viene interrotto dalla Knock Up Stream, che porta la ciurma di Cappello di paglia su Skypea. 
Raggiunto da Ace, capitano della seconda divisione di Barbabianca intenzionato a vendicare Satch e fratello adottivo di Rufy, lo affronta riuscendo a sconfiggerlo e a catturarlo consegnandolo poi al Governo mondiale ottenendo così il posto nella Flotta lasciato vacante dalla sconfitta di Crocodile per mano dello stesso Rufy. Convocato dalla Marina a Marineford per contrastare Barbabianca, giunto a salvare Ace, Teach si dirige invece ad Impel Down, la prigione del Governo, riuscendo a entrarvi grazie alla sua posizione nella Flotta; qui, dopo aver incontrato nuovamente Rufy, raggiunge il livello più profondo della prigione liberando alcuni tra i peggiori criminali ivi rinchiusi, che si uniscono alla sua ciurma: ritornati a Marineford i pirati di Teach uccidono Barbabianca, già debilitato dagli scontri, e Barbanera stesso riesce a sottrarre il potere del frutto Gura Gura dal corpo dell'imperatore. Al giungere di Shanks abbandona l'isola per poi dirigersi nel Nuovo Mondo: qui cattura Jewelry Bonney per scambiarla con una nave da guerra della Marina per poi fuggire una volta accortosi che lo scambio era in realtà una trappola tesa dall'ammiraglio Akainu. Dopo essere stato sfidato dai rimanenti membri della ciurma di Barbabianca e averli sconfitti un anno dopo la guerra di Marineford, Teach prende il controllo di gran parte delle isole un tempo protette da Newgate diventando così uno degli Imperatori.

## Descrizione

### Aspetto fisico
Teach è un uomo alto e massiccio, con parecchi denti mancanti e la barba nera e incolta; è solito portare un tricorno e un cappotto nero aperto e nella cintura ha appese quattro pistole. Dopo il salto temporale ha la barba più lunga e raccolta in tre codini ed ha una corporatura ancora più massiccia. Alla prima apparizione ha 38 anni. 

### Personalità
(Teach a Rufy parlando di Bellamy)
Teach è descritto come un uomo crudele e spietato, che non teme di rimettere in libertà alcuni dei criminali più temuti e pericolosi della storia pur di accrescere le proprie file. Nonostante il suo sogno sia lo stesso di Rufy, cioè diventare il Re dei pirati, al contrario del primo non esita a eliminare chiunque lo ostacoli inclusi i suoi compagni; mentre per Rufy il titolo di Re dei pirati è sinonimo di libertà incondizionata, gli obiettivi di Barbanera sono ancora avvolti nel mistero. Nonostante il carattere spietato è un uomo che crede fermamente nei sogni delle persone, tanto da disprezzare profondamente la cosiddetta "nuova generazione" di pirati interessata solamente al guadagno.
Si è dimostrato uno stratega molto accorto e calcolatore: ha infatti preferito tenere un profilo basso così da cercare indisturbato il frutto Dark Dark militando nelle file di Barbabianca come un marinaio qualunque nonostante le sue abilità in battaglia fossero tali da riuscire a ferire Shanks, procurandogli le cicatrici sull'occhio sinistro; lo stesso Ace lo riteneva adatto a comandare la seconda divisione della ciurma, ruolo che ha poi ricoperto lui stesso.

### Taglia
Teach originariamente non aveva una taglia, tanto che Gekko Moria si è stupito che il Governo lo abbia preso in considerazione come membro della Flotta. Dopo la battaglia di Marineford e l'ottenimento del titolo di Imperatore gliene viene assegnata una da 2247600000 berry, salita in seguito a tre miliardi e 996 milioni di berry.

## Poteri
Teach si è nutrito del frutto Rogia Dark Dark (ヤミヤミの実?, Yami Yami no Mi), ritenuto il più pericoloso in assoluto, che gli consente di creare e controllare l'oscurità: grazie a questo potere può generare veri e propri buchi neri in grado di risucchiare qualsiasi cosa nelle vicinanze; tutto ciò che viene assorbito è schiacciato e distrutto a causa della immensa gravità presente all'interno del buco nero. Sempre grazie a questo frutto è in grado di risucchiare e annullare temporaneamente i poteri degli altri Frutti del diavolo tramite contatto fisico, ma a differenza degli altri Rogia non conferisce l'intangibilità sebbene sia in grado di assorbire il dolore percepito. Durante la battaglia di Marineford è entrato in possesso del frutto Gura Gura, in grado di generare potenti vibrazioni capaci di scatenare terremoti e maremoti, apparentemente rubandolo dal cadavere di Barbabianca: grazie a ciò è diventato la prima persona nota a possedere il potere di due frutti simultaneamente, cosa normalmente inattuabile ma resa possibile secondo Marco dalla sua particolare costituzione fisica. Possiede inoltre l'Ambizione dell'armatura e della percezione.

## Accoglienza
Teach è stato incluso dai fan giapponesi nella lista dei dieci cattivi più crudeli degli anime.

## Altri media
Teach compare come uno dei rappresentanti del manga nel videogioco Jump Force.